# Шендрешти (Бакау)
Шендрешти (рум. Șendrești) насеље је у Румунији у округу Бакау у општини Мотошени. Oпштина се налази на надморској висини од 249 m.

## Становништво
Према подацима из 2002. године у насељу је живело 473 становника, од којих су сви румунске националности.